# Dicaelotus pumilus
Dicaelotus pumilus là một loài tò vò trong họ Ichneumonidae.